# Мягкое (Московская область)
Мягкое — село в городском округе Серебряные Пруды Московской области.

## География
Находится в южной части Московской области на расстоянии приблизительно 4 км на северо-запад по прямой от окружного центра поселка Серебряные Пруды.

## История
Известно с 1579 года как деревня, вотчина Каширского Богородицкого монастыря с 33 дворами. В 1858 году в селе было 138 дворов, в 1880—178, в 1916—142. Действовала Успенская церковь (с 1892 года каменная). 
19 Августа в 1879 году случился пожар, который истребил 128 крестьянских домов, и в котором погибли два человека. В Тульских Губернских Ведомостях было написано, что «пожар произошел от шалости с огнем детей крестьянина Матвея Самохина, игравших зажигательными спичками. Убытку от пожара простирается до 90000 р.».
В 1897—1900 годах через село строилась железная дорога Москва-Павелец. В период коллективизации создан был колхоз «3-й решающий год пятилетки», позднее работали колхозы им. Горького и им. Ленина, Московская селекционная станция. В период 2006—2015 годов входило в состав сельского поселения Узуновское Серебряно-Прудского района.

## Население
Постоянное население составляло 434 человека (1763 год), 692 (1782), 768 (1795), 1246 (1858), 1321 (1892), 1093 (1916), 464 (1974), 402 в 2002 году (русские 96 %), 402 в 2010.